# Selaginella longissima
Selaginella longissima är en mosslummerväxtart som beskrevs av Bak.. Selaginella longissima ingår i släktet mosslumrar, och familjen mosslummerväxter. Inga underarter finns listade i Catalogue of Life.